# Daniela Blume
Alexandra García, més coneguda com a Daniela Blume, (Barcelona, 9 de febrer de 1985) és sexòloga, col·laboradora de televisió, presentadora i locutora de ràdio.

## Biografia
Va estudiar psicologia al Canadà sense acabar la carrera, i quan va tornar a Espanya treballà com a stripper a la Sala Bagdad de Barcelona. Més tard treballaria al programa de Telecinco Crónicas marcianas fins al juliol de 2005.
A continuació, durant el període de 2005-2007 va continuar apareixent a diversos programes de la cadena Telecinco, com a reportera del programa TNT dirigit per Jordi González, també va treballar com a stripper i sexòloga al programa Condició femenina de Canal Català TV i al juny de 2007 posà per la revista Interviú.
L'any 2009, va participar al reality show Supervivientes: Perdidos en Honduras, emès a Telecinco. Blume va patir un atac d'ansietat en directe i finalment, sent la favorita del públic, li van concedir el seu desig de sortir del concurs, convertint-se en la vuitena expulsada després de 56 dies a l'illa. Aquell mateix any va treballar com a col·laboradora del programa Sálvame de Telecinco.
Durant l'estiu de 2011, va presentar el programa d'Antena 3 Comer, beber y amar. L'any 2013, participa en el programa d'Antena 3, Splash! Famosos al agua, on va arribar fins a la final. El jurat va puntuar amb 9,5 el seu últim salt al programa, la puntuació més alta fins llavors, però el públic va decidir que el guanyador era Gervasio Deferr (guanyador de tres medalles Olímpiques), així que Daniela va acabar tercera.
Des de setembre de 2007 fins a juliol de 2013, va ser locutora al programa radiofònic Posa't a prova, a Europa FM. L'any 2009, va escriure amb Uri Sabat un llibre titulat El Manual de Posa't a prova L'any 2019 s'incorpora com a locutora a Radio Primavera Sound, l'emissora de ràdio del festival Primavera Sound, amb el podcast Daniela en la Nube. L'any 2021 va participar al costat d'Oriol Sabat com a 'els vigilants de la llengua' al programa de TV3 Vacances pagades, presentat per Sandra Barneda i Jordi Amenós. A partir de 2022 va començar a enfocar-se més en la seva carrera com a creadora de contingut digital i influencer a les xarxes socials.